# Biarritz Olympique Pays Basque

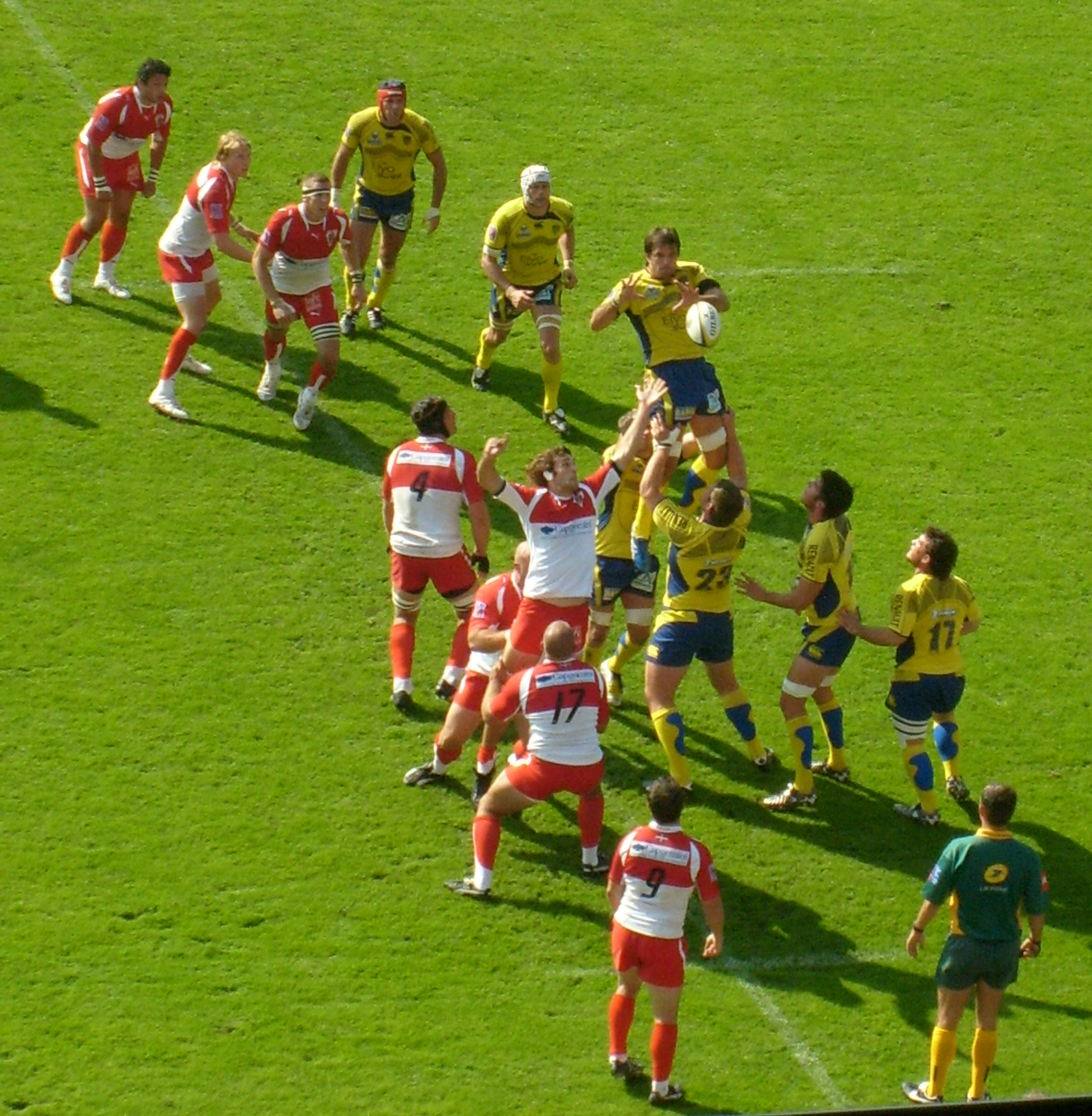
Een Line-out in een uitwedstrijd van Biarritz (rood-wit) tegen ASM Clermont (geel-blauw) in 2008.

Biarritz Olympique Pays Basque, ook wel verkort tot Biarritz, BO of BOPD, is een Franse rugbyclub uit Biarritz. De club is vijfvoudig landskampioen en speelt momenteel op het hoogste Franse competitieniveau, de Top 14. De plaats Biarritz is gelegen in Frans-Baskenland, wat terugkomt in de clubnaam en -kleuren, waarvan de laatste naar de ikurrina zijn.

## Geschiedenis
Rugby verscheen in het Baskenland aan het late einde van de negentiende eeuw, komende uit de richting van Bordeaux. In 1913 ontstond Biarritz Olympique uit een fusie van Biarritz Stade en Biarritz-Sporting-Club.
De club bereikte haar eerste finale om het landskampioenschap in 1934, die verloren werd van Aviron Bayonnais uit buurstad Bayonne. Deze door 18000 toeschouwers bekeken finale is nog steeds de enige volledige Baskische rugbyfinale in Frankrijk en de finale waarbij de opponenten het dichtst bij elkaar vandaan kwamen te weten zo'n 5 kilometer. Een jaar later werd tegen USA Perpignan wel het eerste landskampioenschap binnengehaald, gevolgd door een tweede titel in 1939. In de zestig jaar die daarop volgden kon Biarritz geen beduidende prijs binnenhalen, de finale om het landskampioenschap van 1992 werd verloren van RC Toulon. Vervolgens braken er weer goede tijden aan met landskampioenschappen in 2002, 2005 en 2006 en het bereiken van de finale van de Heineken Cup in 2006 en 2010.

## Imago
Biarritz Olympique is een club met een Baskisch profiel. In 1998 werd dan ook Pays Basque aan de clubnaam toegevoegd. Op de tribunes zwaaien de supporters vaak met de Baskische vlag en worden er traditionele Baskische liederen gezongen. Ook sommige spelers van Biarritz afkomstig uit de regio van de club beschouwen zich als Bask, zoals Imanol Harinordoquy. Normale thuiswedstrijden worden in het multifunctionele Parc des sports d'Aguiléra gespeeld. Voor grotere treffen zoals wedstrijden voor de Heineken Cup wordt uitgeweken naar het Anoeta stadion in het Spaans-Baskische San Sebastian.

## Erelijst
Kampioen van Frankrijk

1935, 1939, 2002, 2005, 2006
Challenge Yves du Manoir

1937, 2000

## Bekende (oud-)spelers
Imanol Harinordoquy

 Dimitri Yachvili